# Edwin Encarnación
Edwin Elpidio Encarnación (nacido el 7 de enero de 1983 en La Romana) es un primera base dominicano de Grandes Ligas que ha jugado para varios equipos entre ellos los Cincinnati Reds, Toronto Blue Jays, marineros de Seattle, Cleveland Indians, New York Yankees y Chicago White Sox. Mide 6 pies 2 pulgadas, y pesa 235 libras.
Aunque nació en La Romana, República Dominicana, pasó gran parte de su juventud en Puerto Rico y asistió a la Escuela Manuela Toro en Caguas.

## Carrera

### Cincinnati Reds
Encarnación fue seleccionado por los Rangers de Texas en la novena ronda del draft de amateur del 2000 y firmó con ellos. El 15 de junio de 2001, fue canjeado junto con Rubén Mateo a los Rojos de Cincinnati a cambio del lanzador Rob Bell. Hizo su debut en Grandes Ligas el 24 de junio de 2005 y vio acción en 69 partidos. Terminó con un promedio de bateo de .232 y nueve jonrones.
En 2007, Encarnación comenzó el año con lentitud, tratando de batear sobre .200. Con frecuencia era enviado a la banca y reemplazado por el véloz utility player Ryan Freel, lo que le dio a Josh Hamilton, quien estaba tratando de resucitar su carrera después de que se descarriló por problemas de drogas, más tiempo de juego en el jardín central. Encarnación fue enviado a la banca una vez más en un momento dado por el entonces mánager Jerry Narron por ser incapaz de fildear un elevado.

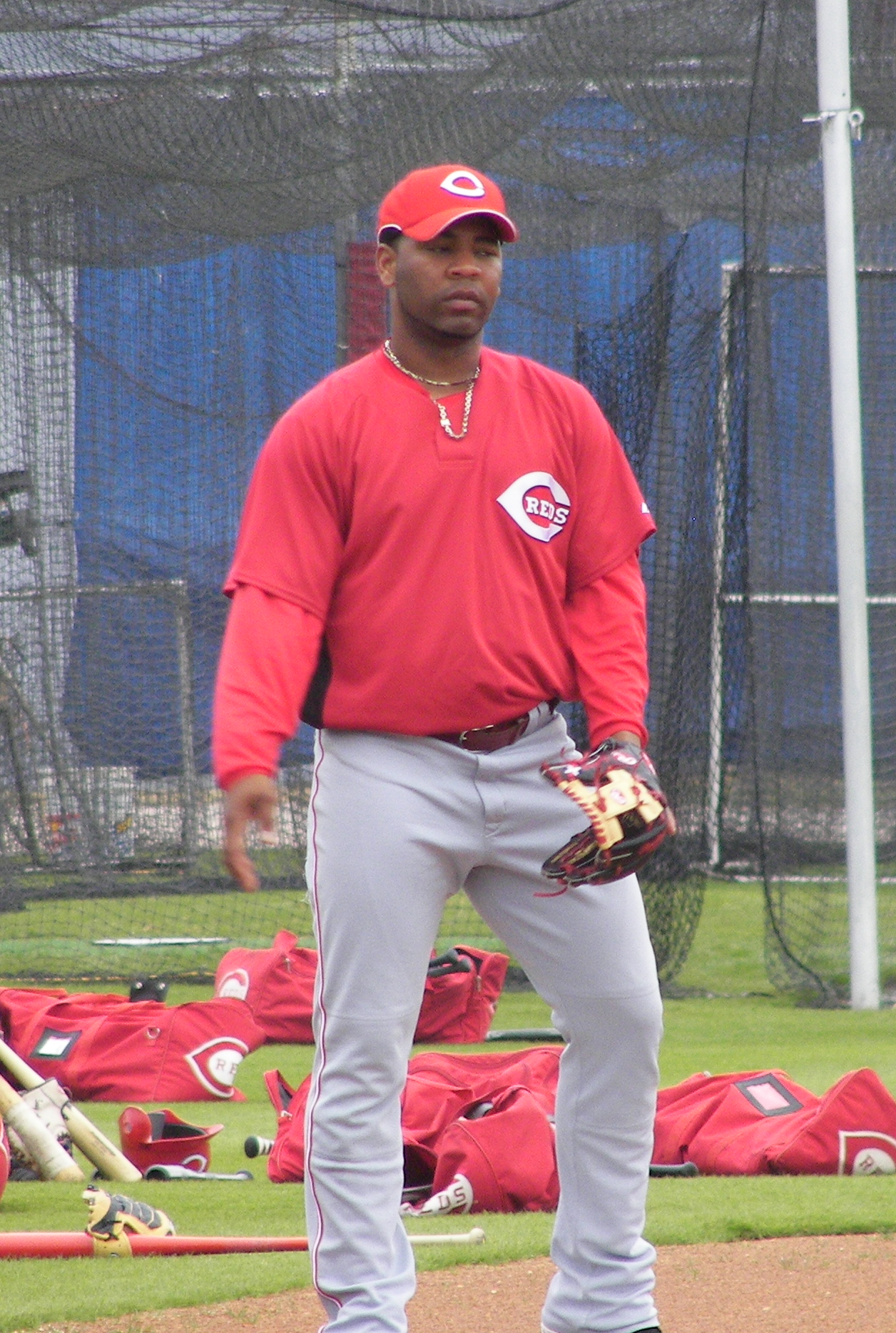
Encarnación durante los entrenamientos de primavera de los Rojos en 2008.

El 10 de mayo de 2007, Encarnación fue degradado a Triple-A. Fue llamado el 22 de mayo de 2007. Terminó la temporada con un promedio de bateo de .289. Cometió 23 errores en 143 juegos, a pesar de que alcanzó un récord personal de 26 jonrones durante la temporada 2008.
Para la temporada 2009, Encarnación dijo que quería ser más consistente como bateador y no tratando de dar jonrones en cada turno al bate.
A través del 1 de mayo, Encarnación tuvo el promedio de bateo más bajo en las Grandes Ligas para la temporada 2009, .127. Desde finales de abril hasta principios de julio, Encarnación fue relegado debido a una fractura en la muñeca. Sin embargo, vio algo de éxito inmediato a su regreso, su promedio de bateo subió de .125 a .228 en un lapso de 12 días.

### Toronto Blue Jays

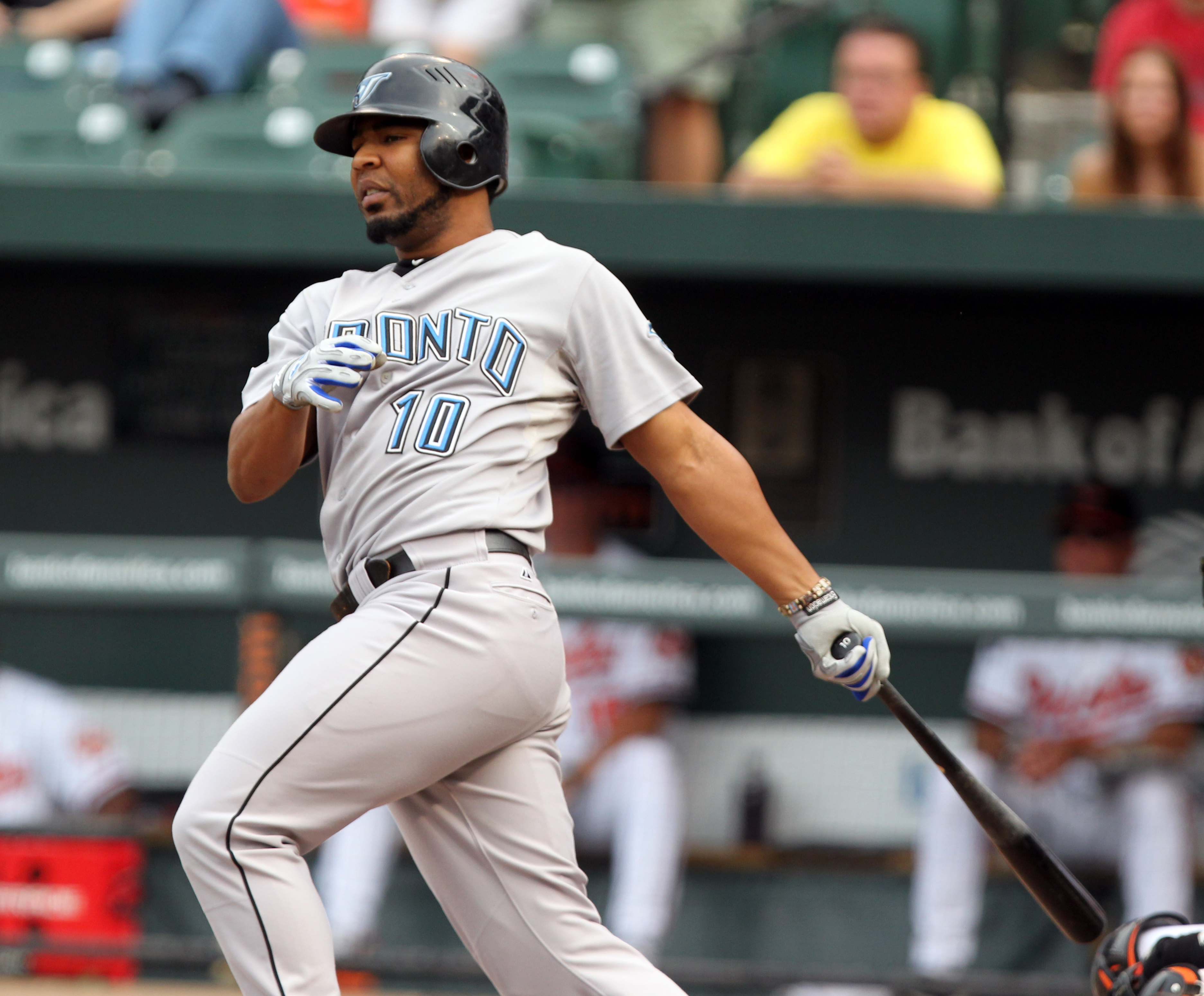
Encarnación con los Azulejos

Encarnación, junto con los lanzadores derechos Josh Roenicke y Zach Stewart, fue cambiado a los Azulejos de Toronto por Scott Rolen el 31 de julio de 2009.
Encarnación sufrió quemaduras de primer y segundo grado en la frente y el lado derecho de su cara cuando un petardo le impactó en la mandíbula y explotó cerca de su boca. Después de ser tratado cerca de su casa en la República Dominicana, Encarnación fue trasladado a un hospital de Miami.  Fue dado de alta a menos de dos días después del incidente.
Encarnación se perdió 30 partidos entre abril y mayo con una lesión en el brazo derecho, antes de regresar el 18 de mayo de 2010. Bateó un jonrón en su primer turno al bate contra los Mellizos de Minnesota. El 21 de mayo, dio tres jonrones contra los Diamondbacks de Arizona, jonroneando en tres veces consecutivas al bate. El 20 de junio, después de una derrota ante los Gigantes de San Francisco, Encarnación fue enviado a Triple-A. Sin embargo, en un movimiento sorpresa, fue designado para asignación por los Azulejos el día siguiente. Encarnación fue asignado finalmente a Triple-A el 23 de junio de 2010, pero más tarde fue llamado a los Azulejos de nuevo el 3 de julio de 2010. Después de hacer esfuerzos fue sustituido en el puesto por Jarrett Hoffpauir. Conectó el jonrón número 100 de su carrera contra los Mellizos de Minnesota en el último día de la temporada, y también se convirtió en el jugador de los Azulejos "séptimo de la temporada 2010 con 20 o más jonrones.
El 12 de noviembre de 2010, Encarnación fue reclamado en waivers por los Atléticos de Oakland. El 2 de diciembre, los Atléticos no le presentaron oferta a Encarnación convirtiéndose en un agente libre. Más tarde se reintegraría a los Azulejos el 16 de diciembre de 2010 para un nuevo contrato de un año por valor de 2.5 millones de dólares, más una opción del club por valor de $3.5 millones en 2012. Se espera que sea el bateador designado titular de los Azulejos al mismo tiempo que Adam Lind pasaría a la primera base.
En un partido contra los Medias Rojas de Boston el 7 de septiembre de 2011, Encarnación estableció un nuevo récord en dobles en una sola temporada con 34.
El 31 de octubre de 2011, los Azulejos eligieron la opción de $3.5 millones de dólares para la temporada 2012. El gerente general Alex Anthopolous ha señalado que espera que Encarnación sea el utility del equipo en la temporada 2012.

### Cleveland Indians
El 5 de enero de 2017, Encarnación firma con los Indios de Cleveland un contrato de US$65 millones por tres años, siento este el mayor en la historia de los Indios, superando el pacto otorgado a Travis Hafner de US$57 millones en el 2007 y el de US$56 millones de Nick Swisher como agente libre antes de la temporada del 2013.

## Vida personal
El 13 de febrero de 2017 se comprometió con la presentadora de televisión Karen Yapoort y el 26 de noviembre del mismo año contrajeron nupcias. Tienen 2 hijos en común.